# Góry Błękitne (Jamajka)
Góry Błękitne (ang. Blue Mountains) – pasmo górskie w zachodniej części Jamajki. 
Góry ciągną się przez blisko 50 km, od Stony Hill po Morze Karaibskie. Najwyższy szczyt to Blue Mountain Peak, liczy 2256 m n.p.m. Z Gór Błękitnych pochodzi zielona kawa Jamaican Blue Mountain Coffee, eksportowana głównie do Japonii. Góry Błękitne są porośnięte paprociami drzewiastymi. Średnia roczna suma opadów to 5000 mm, co skutkuje częstymi erozjami powierzchniowych warstw gleby i rozwiniętą siecią strumieni. Zimą temperatura spada do około 7°C.
W czasach kolonialnych góry były miejscem ukrywania się rdzennej ludności Tainów przed niewolnictwem, a także zbiegłych niewolników Maronów. W 2015 roku Góry Błękitne wraz z pobliskim pasmem Gór John Crow (ang. John Crow Mountains) zostały wpisane na listę światowego dziedzictwa UNESCO jako obiekt mieszany przyrodniczo-kulturowy.